# Aprosthema axillare
Aprosthema axillare is een vliesvleugelig insect uit de familie van de Argidae. De wetenschappelijke naam van de soort is voor het eerst geldig gepubliceerd in 1863 door Zaddach.